# Ibrahim II

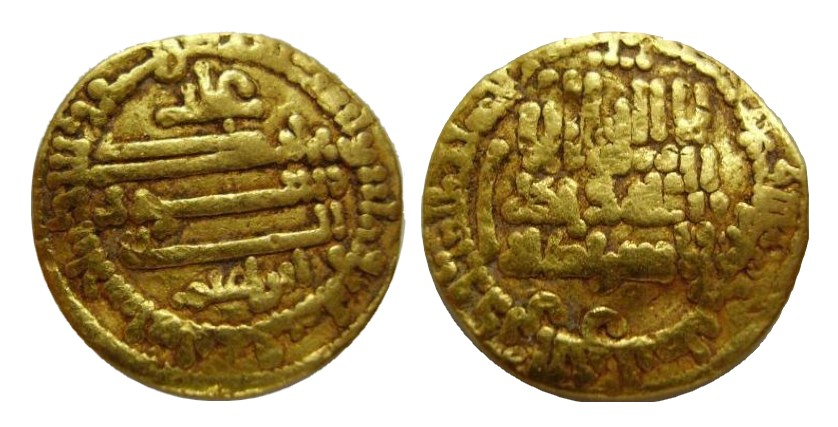
Dinaro aureo aghlabide, 899 ca., coniato durante il regno di Ibrahim II

Abū Ishāq Ibrāhīm II (in arabo أبو اسحاق ابراهيم الثاني‎?, nelle fonti occidentali noto come Brachimo; 27 giugno 850 – Cosenza, 23 ottobre 902) fu il nono emiro aghlabide in Ifriqiya.

## Biografia
Succedette al fratello Muhammad II (864-875), a quanto pare riluttante, sotto pressione popolare. Nonostante avesse ereditato un regno decimato dalla peste dell'874, lo fece prosperare economicamente. Nell'876 costruì un nuovo palazzo vicino Qayrawan e contribuì allo sviluppo agricolo attraverso la costruzione di sistemi d'irrigazione. Durante il suo regno il principe tulunide al-'Abbas ibn Tulun, ribellatosi al padre, fece una spedizione contro la Cirenaica e la Tripolitania, ma le forze inviate contro di lui da Ibrāhīm II furono sconfitte presso Lebdah. Ibn Tulun fu costretto però a ritirarsi per una ribellione della tribù kharigite berbera Nefusa. Numerose furono le rivolte di popolazioni berbere contro il suo dominio, durante le quali si sarebbe macchiato di gravi crimini.
Sotto il suo regno continuò la presa della Sicilia con la conquista di Siracusa nell'878, anche se nell'874 i Bizantini avevano cacciato da Bari i musulmani che dominavano la città dall'847 (vedi Emirato di Bari). Pure l'emirato di Taranto, già in fase di decadenza dopo una trentina d'anni di esistenza, fu attaccato e distrutto dai Bizantini nell'880.
Ibrāhīm sbarcò in Sicilia a Trapani alla fine di maggio del 902 prendendo il controllo dell'isola, con l'idea di condurre un jihad in grande stile e realizzare il progetto di spingersi fino a Roma. Partecipò a combattimenti decisivi per instaurare il dominio musulmano in Sicilia e parte della Calabria. Una vita di sant'Elia scritta in greco racconta che fu attaccata e conquistata Taormina: secondo la fonte, l'assedio terminò con un massacro, in cui furono coinvolti anche donne, vecchi e bambini; il vescovo Procopio, deciso a non abiurare, fu ucciso. La sua avanzata verso il nord della penisola mise paura a tutta la cristianità: addirittura gli abitanti di Napoli demolirono il Castro Lucullano, una fortificazione storica e sede delle spoglia di San Severino, per paura potesse diventare roccaforte saracena. Tuttavia mentre accadeva ciò, Ibrahim trovò la morte in Calabria.
Richiamato dal califfo di Bahgdad al-Muʿtaḍid, Ibrahim si rifiutò di obbedire, continuando la campagna come combattente sacro, ma morì nel 902 di dissenteria a Cosenza, mentre comandava un assedio della città che durava da 22 giorni.